# Skattangara
Skattangara (Cissopis leverianus) är en fågel i familjen tangaror inom ordningen tättingar.

## Utseende
Skattangaran är en mycket stor och långstjärtad tangara som mer påminner om en kråkfågel. Fjäderdräkten är omisskännlig, med vitt på övergump och buk kontrasterande mot glansigt blåsvart på huvud, rygg, bröst och vingar. Den avsmalnade långa stjärten är svart med vita spetsar. Notera även de gula ögonen.

## Utbredning och systematik
Skattangara placeras som enda art i släktet Cissopis. Den delas in i två underarter:
- C. l. leverianus – förekommer från östra Colombia till sydöstra Venezuela, Guyana, norra Bolivia och Amazonområdet i Brasilien
- C. l. major – förekommer i Paraguay, sydöstra Brasilien och angränsande nordöstra Argentina (Misiones)

## Levnadssätt
Arten påträffas i skogsbryn, plantage, gläntor och trädgårdar. Den ses ibland tillsammans med kringvandrande artblandade flockar.

## Status
Arten har ett stort utbredningsområde och beståndet anses stabilt. Internationella naturvårdsunionen IUCN listar den därför som livskraftig (LC).